# Ústrašice
Ústrašice är en ort i Tjeckien.   Den ligger i regionen Södra Böhmen, i den centrala delen av landet, 90 km söder om huvudstaden Prag. Ústrašice ligger 409 meter över havet och antalet invånare är 205.
Terrängen runt Ústrašice är huvudsakligen platt. Ústrašice ligger nere i en dal. Runt Ústrašice är det ganska glesbefolkat, med 25 invånare per kvadratkilometer. Närmaste större samhälle är Tábor, 8,5 km norr om Ústrašice. Trakten runt Ústrašice består till största delen av jordbruksmark.